# ديفيد بول (سياسي)
ديفيد بول هو شخصية أعمال وصحفي وسياسي بريطاني، ولد في 9 مايو 1969 في Farnborough, London ‏ في المملكة المتحدة. نشط حزبياً في حزب المحافظين. في انتخابات البرلمان الأوروبي 2019، انتخب عضو في البرلمان الأوروبي عن دائرة North West England (European Parliament constituency) ‏ لترشحه ضمن قائمة Brexit Party ‏، وقد انضم خلال فترته النيابية (2 يوليو 2019 – 31 يناير 2020) للكتلة البرلمانية غير مرتبطين.

## وصلات خارجية
- الموقع الرسمي
- ديفيد بول (سياسي) على موقع IMDb (الإنجليزية)